# ガリー・アブレット
ガリー・アブレット(Gary Ablett)ことガレス・イアン・アブレット（Gareth Ian Ablett、1965年11月19日 - 2012年1月1日）は、イングランド・リヴァプール出身の元サッカー選手、元サッカー指導者。現役時代のポジションはディフェンダー（左サイドバック、センターバック）、ミッドフィールダー（センターハーフ）。
リヴァプールの両クラブ（リヴァプールFCとエヴァートンFC）でタイトルを獲得したことで知られている。息子のフレーザー・アブレット(Frazer Ablett)もサッカー選手であり、チェスター・シティFCなどでプレーしている。

## 経歴

### 選手時代

#### リヴァプールFC
リヴァプールに生まれ、1982年に学校を離れてリヴァプールFCの練習生となった。レギュラーのバリー・ヴェニソンとマーク・ローレンソンが負傷していた1986年12月20日、チャールトン・アスレティックFC戦(0-0)でトップチームデビューした。1985年にはダービー・カウンティFCにレンタル移籍し、1986年にはハル・シティAFCにレンタル移籍している。1987年4月18日のノッティンガム・フォレストFC戦(3-0)でリヴァプールFC在籍期間中唯一となる得点を挙げ、1986-87シーズンは計6試合に出場した。ガリー・ギレスピー、スティーヴ・ニコール、アラン・ハンセンなどのベテラン選手と守備陣を形成し、1987-88シーズンにはファースト・ディビジョンで優勝した。FAカップでは決勝に進出したが、ウィンブルドンFCに0-1で敗れて準優勝に終わった。1988-89シーズンには2シーズン連続でFAカップの決勝に進出し、ライバルのエヴァートンFCを3-2で下して優勝した。リーグ戦でも優勝を争ったが、最終節でアーセナルFCに0-2で敗れて優勝を逃した。このシーズンには左サイドバックのレギュラーとしての地位を確立し、リーグ戦では3試合に欠場しただけであった。グレン・ヒーセンの加入、スティーヴ・ストーントンやデヴィッド・バロウズの成長などがあり、1989-90シーズン以降は控えに降格した。センターバックのA・ハンセンが負傷がちになると、左サイドバックよりもセンターバックとして起用されることが増えたが、同シーズンには再びリーグ優勝を果たした。リヴァプールFCでは147試合に出場した。

#### エヴァートンFC
1991年2月22日にケニー・ダルグリッシュ監督が辞任し、後任にはグレアム・スーネス監督が就任すると、1992年1月、移籍金75万ポンドでライバルのエヴァートンFCに移籍した。皮肉にも、出場機会が増加した矢先の放出であった。1992年1月19日、グディソン・パークで行われたノッティンガム・フォレスト戦(1-1)でデビューした。1994-95シーズンにはFAカップで優勝し、リヴァプールに本拠地を置く2クラブの両方でFAカップを獲得した初めての選手（唯一の選手でもある）となった。1995-96シーズンはアンディ・ヒンチクリフにポジションを奪われ、1996年にはシェフィールド・ユナイテッドFCに短期間レンタル移籍した。エヴァートンFCではリーグ戦128試合に出場して5得点した。

#### 選手生活の晩年
1996年夏、バーミンガム・シティFCに完全移籍した。移籍金は39万ポンド。バーミンガム・シティFCでは計2得点を決めているが、1997年2月のスウィンドン・タウンFC戦（リーグ戦、3-1）での得点とリーズ・ユナイテッドAFC戦（FAカップ） での得点である。
1999年、バーミンガム・シティFCのトレヴァー・フランシス監督はアブレットを放出した。リヴァプールFC時代のチームメイトであるスティーヴ・マクラーレンが監督を務めるブラックプールFCで短期間プレーし、ルートン・タウンFC戦で在籍期間中唯一となる得点を挙げた。ウィコム・ワンダラーズFCでも短期間プレーし、2000年6月にアメリカ・Aリーグのロング・アイランド・ラフ・ライダーズと契約した。36歳となった2002年2月、グリムスビー・タウンFCのトライアルを受けたが、契約には至らなかった。

### 指導者時代

#### リザーブチーム監督時代
2002年夏、エヴァートンFCのU-17チームの監督に就任して指導者としての道を歩み始めた。2006年、1986年5月のFAカップ決勝（リヴァプールFC対エヴァートンFC）を再現したチャリティマッチに出場した。アブレットがリヴァプールFCからデビューしたのは1986年12月のことであり、アブレットの出場は奇妙なことであったが、アブレットの貢献によってリヴァプールFCが1-0で勝利した。2006年までエヴァートンFCのユースアカデミーで仕事をしたが、リザーブチームではアンディ・ホールデン監督が確固たる地位を築いていたため、パコ・エレーラ監督の後任としてリヴァプールFCのリザーブチームの監督に就任した。2008年4月にはプレミア・リザーブリーグ・ノースで優勝し、その数カ月後に行われたプレーオフ決勝ではアストン・ヴィラFCのリザーブチームを破って全国優勝を果たした。2008年7月、欧州サッカー連盟(UEFA)の指導者養成プログラムを完了し、UEFAプロライセンスを取得した。2009年5月28日、リヴァプールFCのリザーブチーム監督のポジションを離れた。

#### トップチームでの指導者経歴
2009年7月8日、ストックポート・カウンティFCの監督に就任した。クラブは財政難に苦しみ、2009-10シーズンはシーズン丸々財産管理下に置かれた。連続敗戦記録を更新し、アブレットは2010年6月17日に退任した。2010年7月、イプスウィッチ・タウンFCと1年契約を結んでコーチングスタッフに加わった。

### 死去
2010年夏にグラウンドで倒れ、血液がんの一種である非ホジキンリンパ腫との診断を下された。2012年1月1日、16ヶ月の闘病の末に死去した。46歳だった。

## タイトル
いずれも選手時代
- リヴァプールFC

ファースト・ディビジョン : 1987-1988, 1989-1990
FAカップ : 1988-1989
FAコミュニティ・シールド : 1988, 1989, 1990
- エヴァートンFC

FAカップ : 1994-1995
FAコミュニティ・シールド : 1995